# Free Rein
Free Rein è una serie televisiva britannica creata e scritta da Vicki Lutas e Anna McCleery. La serie ha come protagonisti Jaylen Barron, Céline Buckens, e Kerry Ingram. La prima stagione di 10 episodi è stata pubblicata a livello globale il 22 giugno 2017 sul servizio on demand Netflix in tutti i territori in cui il servizio è disponibile. Dopo essere stata rinnovata per una seconda stagione di 10 episodi, quest'ultima è stata pubblicata il 6 luglio 2018 su Netflix. Poco tempo dopo, la serie viene rinnovata anche per una terza stagione. Il 7 dicembre 2018, verrà pubblicato un episodio speciale natalizio.

## Trama
Una ragazza californiana di 15 anni trascorre l'estate su un'isola al largo della costa dell'Inghilterra, nella casa di suo nonno, dove fa amicizia con un cavallo misterioso. Scopre segreti di famiglia, avrà amici nuovi, problemi con i ragazzi, inganni e avventure in ogni dove

## Personaggi e interpreti

### Principali
- Zoe Phillips (stagioni 1-in corso), interpretata da Jaylen Barron, doppiata da Ludovica Bebi.
- Peter "Pin" Hawthorne (stagioni 1-in corso), interpretato da Freddy Carter, doppiato da Alex Polidori.
- Jade Gill (stagioni 1-in corso), interpretata da Manpreet Bambra, doppiata da Veronica Puccio.
- Rebecca "Becky" Lavinia Sidebottom (stagioni 1-in corso), interpretata da Kerry Ingram, doppiata da Vittoria Bartolomei.
- Marcus Greenbridge (stagioni 1-in corso), interpretato da Bruce Herbelin-Earle, doppiato da Mirko Cannella.
- Amelia "Mia" MacDonald (stagioni 1-in corso), interpretata da Céline Buckens, doppiata da Emanuela Ionica.
- Rosie Phillips (stagioni 1-in corso), interpretata da Navia Robinson, doppiata da Agnese Marteddu.
- Margaret "Maggie" Steel Phillips (stagioni 1-in corso), interpretata da Natalie Gumede, doppiata da Angela Brusa.
- Samantha "Sam" Myers (stagione 1), interpretata da Caroline Ford, doppiata da Ilaria Latini.
- Elliot MacDonald (stagioni 1-in corso), interpretato da Noah Huntley, doppiato da Guido Di Naccio.
- Francis "Frank" Steel (stagioni 1-in corso), interpretato da Geoffrey McGivern, doppiato da Ambrogio Colombo.
- Susie (stagioni 1-in corso), interpretata da Carla Woodcock, doppiata da Lucrezia Marricchi.
- Benjamin "Ben" Sidebottom (stagioni 1-in corso), interpretato da Billy Angel, doppiato da Gabriele Meoni.
- Edward "Ted" Hawthorne (stagioni -in corso), interpretato da Milo Twomey, doppiato da Raffaele Proietti.
- Meredith Moore (stagioni 1-in corso), interpretata da Holly Hayes, doppiata da Daniela D'Angelo.
- Huck Phillips (stagioni 1-in corso), interpretato da Ryan Sands, doppiato da Jacopo Venturiero.
- Derek Wrigley (stagione 1), interpretato da Paul Luebke, doppiato da Marco Bassetti.
- Gaby Grant (stagioni 2-in corso), interpretata da Charlotte Jordan, doppiata da Roisin Nicosia.
- Alex (stagioni 2-in corso), interpretato da Martin Bobb-Semple.
- Callum (stagioni 2-in corso), interpretato da Joe Ashman, doppiato da Alessandro Campaiola.
- James (stagioni 2-in corso), interpretato da Tom Forbes, doppiato da Manuel Meli.
- Wilma (stagione 2), interpretata da Linda Thorson, doppiata da Angiola Baggi.
- Gaby Grant (stagione 2 - in corso), Charlotte Jordan, doppiata da Roisin Nicosia

## Episodi
Una ragazza di nome Zoe arriva insieme alla sorella Rosie e sua madre Maggie, in un'isola al largo dell'Inghilterra; lì vengono ospitate dal nonno Frank e Zoe scoprirà il suo forte legame con i cavalli in generale ma soprattutto con un cavallo: Raven, che si trova nel maneggio Bright Fields. Al maneggio formerà legami di amicizia e comincerà a cavalcare scoprendo un talento innato. Nel frattempo comincia a provare dei sentimenti per Pin e Marcus, due ragazzi della Bright Fields.
| Stagione               | Episodi | Pubblicazione UK | Pubblicazione Italia |
| ---------------------- | ------- | ---------------- | -------------------- |
| Prima stagione         | 10      | 2017             | 2017                 |
| Seconda stagione       | 10      | 2018             | 2018                 |
| Terza stagione         | 10      | 2019             | 2019                 |
| Speciale Natale        | 1       | 2018             | 2018                 |
| Speciale San Valentino | 1       | 2019             | 2019                 |